# Скандале
Скандале (итал. Scandale) — коммуна в Италии, располагается в регионе Калабрия, подчиняется административному центру Кротоне.
Население составляет 3177 человек, плотность населения составляет 59,2 чел./км². Занимает площадь 53,7 км². Почтовый индекс — 88831. Телефонный код — 0962.
Покровителем населённого пункта считается святитель Николай, Мирликийский Чудотворец. Праздник ежегодно празднуется 6 декабря.